# مارت لاگا
مارت لاگا (استونیایی: Mart Laga; ۱۵ مهٔ ۱۹۳۶ – ۲۷ نوامبر ۱۹۷۷) بازیکن بسکتبال استونیایی‌تبار اهل  اتحاد جماهیر شوروی سوسیالیستی بود.
از باشگاه‌هایی که در آن بازی کرده‌است می‌توان به تیم بسکتبال دانشگاه تارتو اشاره کرد.